# Popis kazališta Bosne i Hercegovine
- Bosansko narodno pozorište Zenica
- Bosansko pozorište Tešanj
- Dječje pozorište RS u Banjoj Luci
- Gradsko kazalište mladih Vitez
- Hrvatsko narodno kazalište Mostar
- Kamerni teatar 55, Sarajevo
- Mostarski teatar mladih
- Narodno pozorište RS u Banjoj Luci
- Narodno pozorište Sarajevo
- Narodno pozorište Istočno Sarajevo
- Narodno pozorište Tuzla
- Narodno pozorište Mostar
- Otvorena scena OBALA, Sarajevo
- Pozorište mladih Sarajevo
- SARTR, Sarajevski ratni teatar